# Sierpc (gromada)
Sierpc (do 31 XII 1959 Borkowo) – dawna gromada, czyli najmniejsza jednostka podziału terytorialnego Polskiej Rzeczypospolitej Ludowej w latach 1954–1972.
Gromady, z gromadzkimi radami narodowymi (GRN) jako organami władzy najniższego stopnia na wsi, funkcjonowały od reformy reorganizującej administrację wiejską przeprowadzonej jesienią 1954 do momentu ich zniesienia z dniem 1 stycznia 1973, tym samym wypierając organizację gminną w latach 1954–1972.
Gromadę Sierpc siedzibą GRN w mieście Sierpcu (nie wchodzącym w jej skład) utworzono 31 grudnia 1959 w powiecie sierpeckim w woj. warszawskim w związku z przeniesieniem siedziby GRN gromady Borkowo z Borkowa do Sierpca i zmianą nazwy jednostki na gromada Sierpc; równocześnie do nowo utworzonej gromady Sierpc włączono obszary zniesionych gromad Piastowo i Studzieniec (bez kolonii Studzieniec oraz osad Borowo i Wymysłów) w tymże powiecie.
Gromada przetrwała do końca 1972 roku, czyli do kolejnej reformy gminnej. 1 stycznia 1973 w powiecie sierpeckim utworzono gminę Sierpc.